# Alphonse de Chateaubriant
Alphonse Van Bredenbeck de Châteaubriant es un escritor francés, nacido en Rennes el 25 de marzo de 1877 y muerto en el exilio en Kitzbühel (Austria) el 2 de mayo de 1951. Fue ganador del premio Goncourt, en 1911, por la novela Monsieur de Lourdines (El señor de Lourdines) y Gran Premio de Novela de la Academia Francesa por La Brière, in 1923. 
En 1935, después de una visita a Alemania, se convirtió en un entusiasta del nazismo, y defendió el colaboracionismo durante la ocupación de Francia por la Alemania nazi. En 1940 fundó el semanario pronazi La Gerbe. Durante la Segunda Guerra Mundial fue miembro del comité central de la Legión de voluntarios franceses contra el bolchevismo (Légion des Volontaires Français contre le Bolchévisme), una organización fundada en 1941 por Fernand de Brinon y Jacques Doriot para reclutar voluntarios dispuestos a luchar junto a los alemanes en Rusia. En 1945, huyó a Austria, donde vivió bajo el alias de Dr. Alfred Wolf hasta su muerte en un monasterio en Kitzbühel.

## Obra
- Le Baron de Puydreau (novela), 1908.
- Monsieur de Buysse (novela), 1909.
- Monsieur des Lourdines – Histoire d'un gentilhomme campagnard (Premio Goncourt), Grasset, 1911. 
  - Reimpreso en : Gens de Vendée, Omnibus, 1996 (comprende : Les Mouchoirs rouges de Cholet, por Michel Ragon - Les Louves de Machecoul, por Alexandre Dumas - Monsieur des Lourdines - La terre qui meurt, por René Bazin
- El señor de Lourdines, en español, en Premios Goncourt de Novela I, de Plaza y Janés, 1957 – 1981)
- La Brière (roman - Gran Premio de Novela de la Academia Francesa), Grasset, 1923 ; última reedición Grasset, 1985
- La Meute, éd. du Sablier, 1927; reedición Grasset (col. Pour mon plaisir) en 1935.
- Locronan, Cahiers libres, 1928.
- La Réponse du Seigneur, Grasset, 1933 ; última reedición Grasset, 1967
- Au pays de Brière (photos de C. Le Boyer & A. Bernard) ; edición preparada por A. Castelot, éd. de Gigord, sin fecha (1935/).
- La Gerbe des forces, Grasset, 1937 ; reedición del Homme libre, 2005.
- Le bouquet fané (ilustraciones de Bernard Roy), Tisné, 1937
- Les pas ont chanté, Grasset (col. Le trentenaire), 1938.
- Lettre à la chrétienté mourante, Grasset (col. Les cahiers verts), 1951.
- ...Des saisons et des jours--- diario de autor, 1911-1924 (con 7 dibujos originales del autor) ; éd. du Sapin Vert, 1953.
- Fragments d'une confession – La sainteté, éd. de Paris, 2004